# Djuna Barnes
Djuna Barnes (Cornwall-on the-Hudson, Nova Iorque, 12 de Junho de 1892 - 18 de Junho de 1982) foi uma escritora norte-americana. Ficou conhecida pelo seu romance Nightwood (1936), comparado pelo poeta T.S. Eliot à grande literatura inglesa do século XVI.
Teve um relacionamento conturbado com a artista plástica Thelma Wood e frequentava reuniões com outras escritoras na casa de Nathalie Barney.

## Obras
- The Book of Repulsive Women: 8 Rhythms and 5 Drawings (1915)
- Three from the Earth (1919) (play)
- Kurzy from the Sea (1920) (play)
- An Irish Triangle (1921) (play)
- She Tells Her Daughter (1923) (play)
- A Book (1923)
- Ladies Almanack (1928)
- Ryder (1928)
- A Night Among the Horses (1929)
- Nightwood (1936)
- The Antiphon (1958) (play)
- Spillway (1962)
- Selected Works (1962)
- Vagaries Malicieux (1974)
- Creatures in an Alphabet (1982)
- Smoke and Other Early Stories (1982)
- I Could Never Be Lonely without a Husband: Interviews by Djuna Barnes (1987) (ed. by A Barry)
- Djuna Barnes's New York (1989)
- At the Roots of the Stars: The Short Plays (1995)
- Poe's Mother: Selected Drawings (1996) (ed. and with an introduction by Douglas Messerli)
- Collected Stories of Djuna Barnes (1996)
- Collected Poems: With Notes Toward the Memoirs (2005) (ed. Phillip Herring and Osias Stutman)